# Anke Kühn
Anke Kühn (ur. 28 lutego 1981 w Hanowerze) – niemiecka hokeistka na trawie, mistrzyni olimpijska.
W reprezentacji Niemiec debiutowała 16 maja 2003 w meczu z Azerbejdżanem (wygranym 4:2). W t.r. uczestniczyła w mistrzostwach Europy i wraz z zespołem zdobyła brązowy medal. Jej największym sukcesem jest złoto igrzysk olimpijskich w Atenach w 2004; w finale z Holandią strzeliła w 6. minucie bramkę na 1:0 (z tzw. krótkiego rogu).
Po występach w zespołach z Hanoweru przeniosła się do drużyny Eintracht Braunschweig (Bundesliga).